# Orville Moody
Pour les articles homonymes, voir Moody.
Orville Moody (né le 9 décembre 1933 à Chickasha, Oklahoma - mort le 8 août 2008) est un golfeur professionnel américain. Il a notamment remporté l'US Open de golf en 1969.